# 北馬其頓—塞爾維亞關係
北马其顿-塞尔维亚关系是北马其顿共和国和塞尔维亚共和国之间的双边关系。

## 独立前
直到1991年，这两个国家都是南斯拉夫社会主义联邦共和国的组成共和国。在克罗地亚和斯洛文尼亚于1991年6月宣布独立后，马其顿共和国在三个月后于1991年9月宣布独立。残余南斯拉夫的军队和平地离开了马其顿共和国，因此，马其顿共和国是前南斯拉夫唯一没有冲突或战争而获得独立的共和国。然而，双边关系并没有立即建立。

## 建立双边关系
南斯拉夫联邦共和国于1992年由南斯拉夫其余的共和国黑山和塞尔维亚组成。它于1996年4月8日同马其顿共和国建立了外交关系。双边关系的建立是以该国的宪法名称马其顿共和国进行的。因此，塞尔维亚是世界上131个以其宪法名称承认马其顿共和国的国家之一。北马其顿在塞尔维亚首都贝尔格莱德有大使馆，塞尔维亚在北马其顿首都斯科普里也有大使馆，在比托拉市也有名誉领事馆。

## 中断和重建双边关系

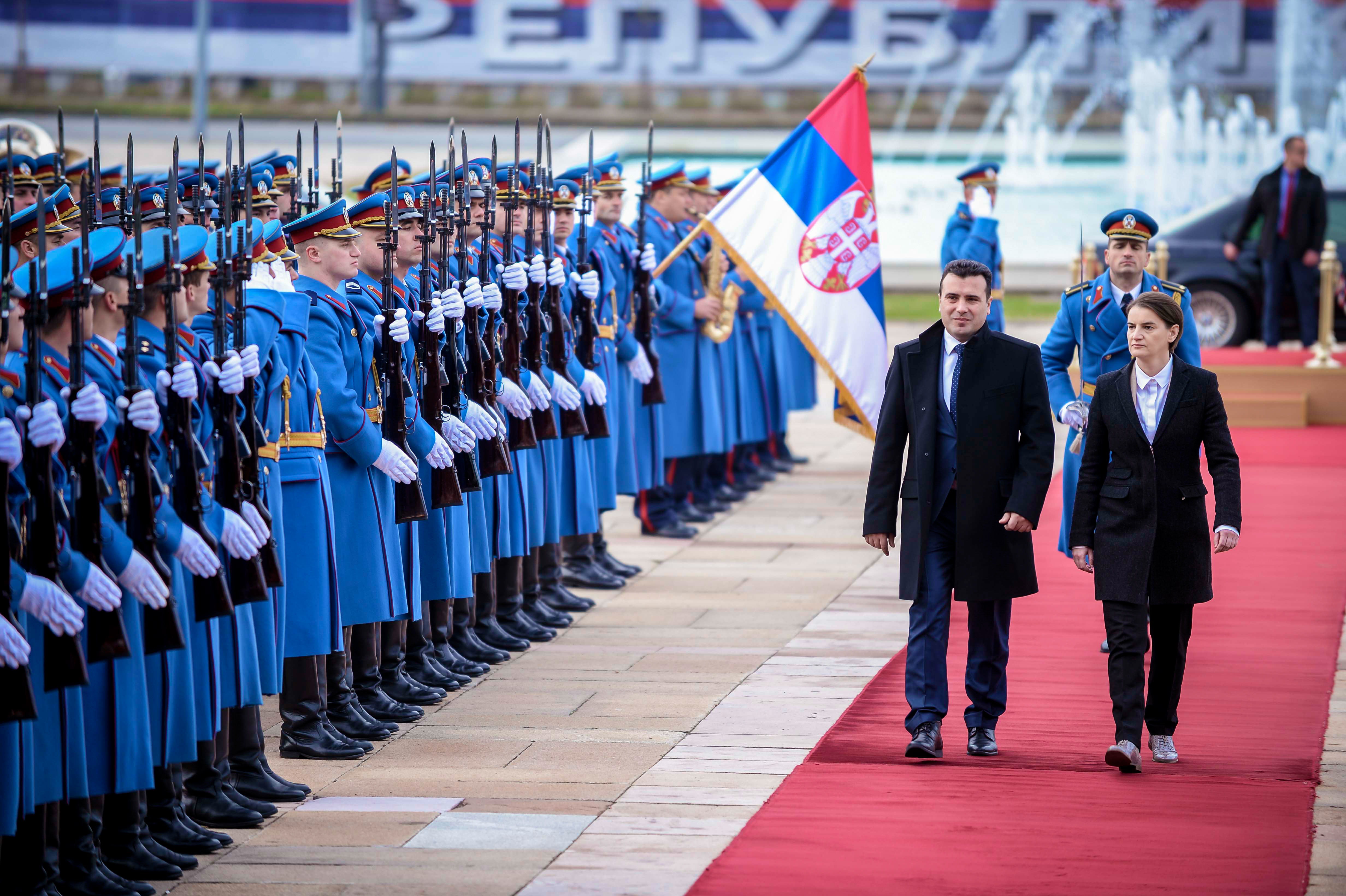
北马其顿总理佐兰·萨耶夫和塞尔维亚总理安娜·布納比奇，2017年在贝尔格莱德

两国建立双边关系后，两国保持友好关系，但在2008年10月马其顿共和国承认科索沃独立后，马其顿共和国大使被驱逐出塞尔维亚。他们的关系破裂了几个月。但是，塞尔维亚和马其顿共和国同意重新建立双边关系。马其顿共和国新任大使于2009年5月在塞尔维亚就职。马其顿共和国新任驻塞尔维亚大使是前议会议长和前驻保加利亚大使柳比萨·格奥尔基夫斯基。

## 教会争端
在过去，一场教会争断给两国关系带来了负担。塞尔维亚正教会不承认马其顿正教会，马其顿在1967年宣布脱离塞尔维亚正教会独立。2009年5月访问马其顿共和国时，塞尔维亚总统鲍里斯·塔迪奇在网站指出，他的国家希望解决这个问题。塞尔维亚正教会过去曾禁止马其顿共和国国家代表团在马其顿共和国日访问塞尔维亚南部的一个修道院，这是第二次世界大战期间，举行的第一次马其顿民族解放反法西斯议会全体会议上，是马其顿共和国国家地位的奠基。然而，在2009年，塞尔维亚东正教会出人意料地允许马其顿共和国议会代表团的访问。

## 科索沃争端
2017年12月，马其顿共和国总理佐兰·萨耶夫宣布支持科索沃加入联合国教科文组织。塞尔维亚政府答复说，如果他们继续这种努力，他们将不再承认这个国家的名称为马其顿共和国。塞尔维亚外交部长伊维卡·达契奇表示，这是佐兰·萨耶夫政府伪善的一个例子。